# مولاي بوزرقطون
مولاي بوزرقطون (بالإنجليزية: MOULAY BOUZARQTOUNE)‏ هي جماعة قروية تابعة لإقليم الصويرة ضمن جهة مراكش - تانسيفت - الحوز بالمغرب. بلغ مجموع عدد سكان مولاي بوزرقطون  حسب إحصاءات 2004 حوالي 5969 نسمة من بينهم 5 أجانب يعيشون في 1063 أسرة.